# 데이비드 세실 (후작)
데이비드 조지 브라운로 세실, 제6대 엑서터 후작(David George Brownlow Cecil, 6th Marquess of Exeter, KCMG, 1905년 2월 9일 ~ 1981년 10월 22일)는 영국의 전 육상 선수이다. 1956년 아버지의 후작위를 계승하기 전에는 벌리 경(Lord Burghley)으로도 알려진 그는 스포츠 공무원과 보수당 정치인이었다. 그는 1928년 암스테르담 올림픽 400m 허들 금메달을 획득하였다.

## 어린 시절
링컨셔주 스탬퍼드에서 태어난 세실은 스위스의 르로지 연구소, 이튼 칼리지와 케임브리지의 모들린 칼리지에서 교육을 받았다.

## 육상 경력
학교와 케임브리지에서 주목할 만할 달리기 선수였던 벌리 경은 지속적으로 육상을 하면서, 1929년부터 1931년까지 120 야드, 1926년부터 1928년까지, 그리고 다시 1930년부터 1932년까지 440 야드(400m) 허들에서 영국 AAA 선수권을 우승하였다.
그는 1924년 110m 허들 종목의 첫 라운드에서 탈락된 파리에서 자신의 올림픽 데뷔를 만들었다. 4년 후, 암스테르담 올림픽에서는 110m 허들의 준결승전에서 탈락되었으나, 400m 허들 결승전에서 2위와 3위로 들어온 미국의 프랭크 커헬과 모건 테일러를 0.2초 차이로 꺾고 우승하였다. 1930년 코먼웰스 게임에서 벌리는 2개의 허들 종목과 영국의 1760 야드 릴레이의 일원으로서 우승을 차지하였다. 1927년부터 1930년까지 그는 몇몇의 영국 기록들을 세웠는 데, 그 중에 220 야드 허들에서 세운 24.7초는 1950년까지 보유되었다.
1931년 벌리 경은 피터보러 지역구의 국회의원으로 선출되었다. 그는 1932년 로스앤젤레스 올림픽에 나가는 데 결석의 허가를 승인받았다. 거기서 그는 400m 허들 4위, 110m 허들 5위를 하고 유럽 신기록을 세운 1600m 릴레이의 은메달을 땄다.

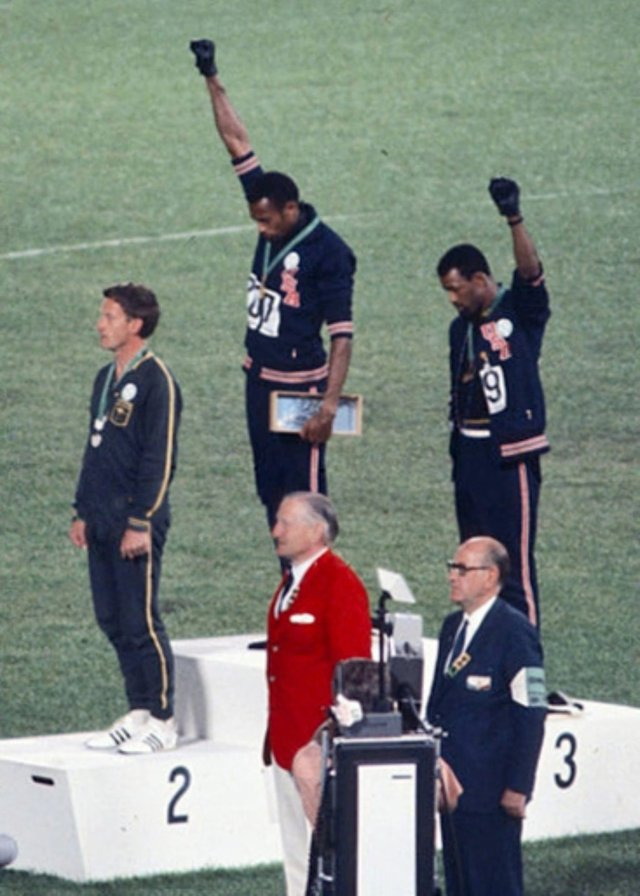
1968년 멕시코시티 올림픽 200m 메달 시상식에서 (붉은 양복 차림이 세실 후작)

1933년 그는 국제 올림픽 위원회의 위원이 되었다. 3년 후에 아마추어 육상 협회의 회장과 영국 올림픽 협회의 의장으로 선출되었다. 1946년 그는 국제 육상 경기 연맹의 회장과 후에 1948년 런던 올림픽을 위한 조직 위원회의 의장으로 활약하였다. 1952년과 1956년 사이 국제 올림픽 위원회의 부의장이었고, 1952년과 1964년에 회장 후보였다. 1956년 아버지의 뒤를 이어 후작위를 계승하였다.
국제 올림픽 위원회의 위원과 국제 육상 경기 연맹의 회장으로서 세실은 1968년 멕시코시티 올림픽에서 남자 200m의 메달 시상식에 나와 메달을 수여하였다.

## 정치인
세실은 보수당원이었으며, 1931년부터 1943년까지 피터보러의 국회의원을 지냈다. 1931년 총선에서 노동당 국회의원 J. F. 호러빈을 축출하여 처음으로 선출되었다. 그는 1935년 총선에서 다시 하원에 돌아왔다. 1943년 버뮤다의 총독으로 임명될 때 하원 의석을 사임하였다.
영화 《불의 전차》에 나온 인물 앤드루 린지 경은 벌리 경에 기초를 두었다.
76세의 나이로 고향에서 사망하였다. 아들이 1명 있었으나 요절하여 후작위는 동생이 세습하였다.